# Pałac w Jankowie
Pałac w Jankowie – zabytkowy pałac wybudowany w 1880 w miejscowości Jankowo (powiat inowrocławski).
Neogotycki pałac zbudowany na nieregularnym rzucie z wieżą postawioną na planie kwadratu, zwieńczoną ażurową loggią oraz basztą z ażurową attyką i ścianami ozdobionymi krenelażem (blankami) i wieżyczkami sterczynowymi w narożach. Od frontu kolumnowy ganek (portyk) ze sklepieniami krzyżowymi, przykryty tarasem  (balkonem). Obiekt jest częścią zespołu pałacowego z drugiej połowie XIX/XX w., w którego skład wchodzi park krajobrazowy utworzony pod koniec XIX w.

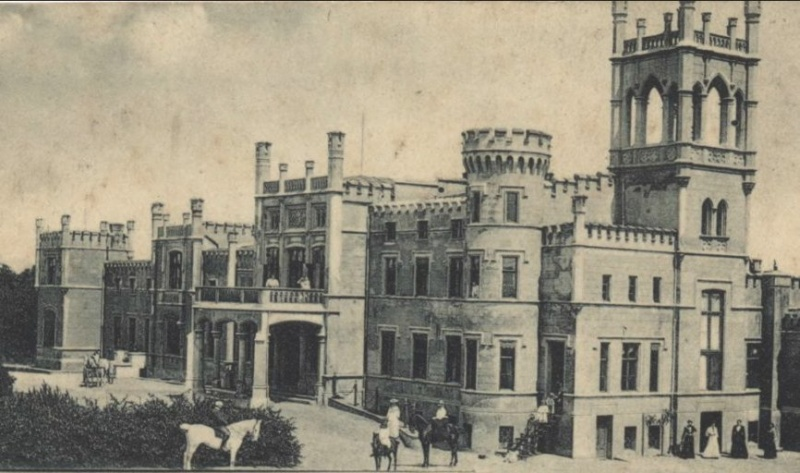
Pałac w pocz. XX w.
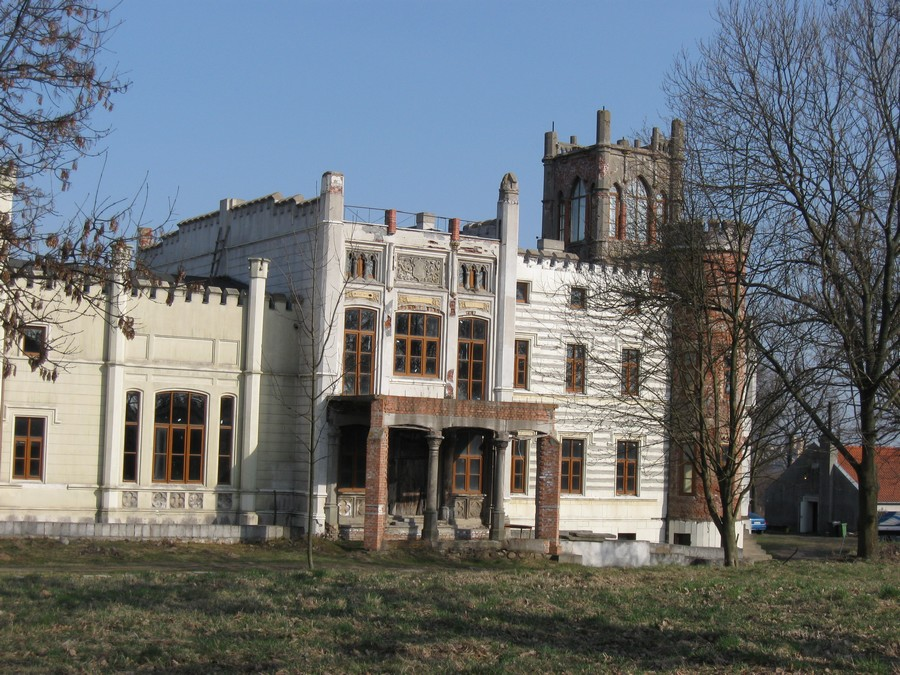
Pałac w pocz. XXI w.